# Voltage Controlled Amplifier
Ein Voltage-controlled Amplifier (VCA, engl. für Spannungsgesteuerter Verstärker) ist ein elektronischer Verstärker, dessen Verstärkungsfaktor durch eine Steuerspannung gesteuert werden kann. Abzugrenzen ist ein spannungsgesteuerter Verstärker von einem Analogmultiplizierer dadurch, dass es ein Steuersignal und ein verstärktes Signal gibt. Lediglich das verstärkte Signal muss linear wiedergegeben werden und bis zur Grenzfrequenz nutzbar sein, das Steuersignal hingegen darf nichtlinear verzerrt werden, und muss nicht die gleiche Grenzfrequenz wie das verstärkte Signal erreichen. Sind beide Signaleingänge identisch in Bezug auf Linearität und Grenzfrequenz, liegt ein Analogmultiplizierer vor.
Trotz des Namens „Verstärker“ arbeiten manche spannungsgesteuerte Verstärker mit Verstärkungsfaktoren kleiner 1 und sind somit eigentlich spannungsgesteuerte Spannungsteiler. Wird eine höhere Verstärkung erwünscht, kann dann ein normaler Verstärker nachgeschaltet werden.
Dieselbe Funktion kann auch ein Algorithmus in einem digitalen Audio-System haben. Die Verstärkung einer regelbaren Verstärkung kann außer mit einer Spannung auch durch einen elektrischen Strom, oder einem digitalen Stellwert, eingestellt werden.

## Arten

### Spannungsgesteuerte Verstärker im engeren Sinn
- Transduktor – durch ein Steuersignal wird ein Eisenkern mehr oder minder stark in Sättigung gebracht, und damit eine Induktivität moduliert.
- Mehrgitterröhre – Elektronenröhren mit mehreren Gittern (z. B. Pentode, Tetrode) lassen es zu, das durch Veränderung der Schirmgitterspannung der Durchgriff, und somit der Verstärkungsfaktor einer Schaltung verändert wird.
- Dioden – Der differenzielle Widerstand einer Diode wird durch einen hohen Gleichstrom gesteuert, und die Diode dann in einen Spannungsteiler oder der Gegenkopplung eines Verstärkers eingesetzt. Üblicherweise schaltet man zwei Dioden in Serie, durch die der Steuerstrom fließt, und koppelt über einen Vorwiderstand das Signal in den Verbindungsknoten ein. Die Spannungsschwankungen am Knoten folgen der Eingangsspannung und werden durch den Gleichstrom in der Amplitude gemindert. Wenn der Steuerstrom viel größer ist als der Signalstrom, wird die Eingangsspannung hinreichend linear übertragen.
- Fotowiderstand – Ein Fotowiderstand verhält sich in Bezug auf die U/I-Kennlinie perfekt linear, und kann durch Belichten mit einer Lampe (Glühbirne, LED …)  verstellt werden. Wird er in der Gegenkopplung eines Verstärkers oder in einem Spannungsteiler eingesetzt, lässt sich der verstärkungsfaktor dadurch steuern.
- Feldeffekttransistor – Die Source-Drain-Strecke verhält sich ähnlich einem ohmschen Widerstand, und kann zum Modulieren eines Verstärkers eingesetzt werden. Für eine gute Linearität ist es wichtig, dass die Schwankungen der Source-Drain-Spannung möglichst wenig Einfluss auf die Gate-Source-Spannung haben. Dies kann durch eine verhältnismäßig kleine Signalspannung oder durch ein Tiefpass (Kondensator zwischen Gate und Source) erreicht werden.

### Analog-Multiplizierer
- Röhren mit mehreren Steuergittern (z. B. Hexode)
- Gilbertzelle – Transistorschaltung mit Ähnlichkeit zu einem Exklusiv-Oder-Gatter, die symmetrische Signale multipliziert.
- Ringmodulator – Schaltung aus Dioden (Röhren oder Halbleiter) und Transformatoren, die Multiplikation in allen vier Quadranten erlaubt.
- Transkonduktanzverstärker

## Anwendung
- In der elektronischen Musik finden VCAs weite Verbreitung in Kompressoren (Compressor), Limitern, Gates und zahlreichen anderen Effektgeräten und elektronischen Musikinstrumenten. Meistens handelt es sich um elektronische Bausteine, wie sie von Firmen, wie z. B. dbx, THAT oder Analog Devices, hergestellt werden. Die Bezeichnung Amplifier ist etwas irreführend, da das Eingangssignal abgesenkt oder maximal unverändert durchgeschleift wird, was einer „Verstärkung“ um den Faktor 1 entspricht. Daher werden VCAs auch zuweilen als Voltage Controlled Attenuators bezeichnet.
- In der Unterhaltungselektronik und im Sprechfunk dienen VCAs der automatischen gleichmäßigen Auspegelung von Signalen oder dem Unterdrücken des Grundrauschens. Teilweise ähneln diese Anwendungen denen der Musikelektronik; wenngleich in letzter, insbesondere im professionellen Bereich, wesentlich hochwertigere Pegelungsverfahren und Bauteile eingesetzt werden; siehe auch Rauschsperre, Squelch oder Gate.